# Gymnastik vid olympiska sommarspelen 2004
Gymnastiken vid de olympiska sommarspelen 2004 i Aten bestod av 20 grenar fördelade på tre olika discipliner, artistisk gymnastik, rytmisk gymnastik och trampolin. Tävlingarna i artistisk gymnastik och trampolin avgjordes i Olympic Indoor Hall och tävlingarna i rytmisk gymnastik avgjordes i Galatsi Olympic Hall.

## Medaljfördelning
| Pl.    | Nation    | Guld | Silver | Brons | Totalt |
| ------ | --------- | ---- | ------ | ----- | ------ |
| 1      | Rumänien  | 4    | 3      | 3     | 10     |
| 2      | USA       | 2    | 6      | 1     | 9      |
| 3      | Ryssland  | 2    | 3      | 2     | 7      |
| 4      | Ukraina   | 2    | 0      | 1     | 3      |
| 5      | Italien   | 1    | 1      | 1     | 3      |
| 6      | Japan     | 1    | 1      | 2     | 4      |
| 7      | Kanada    | 1    | 1      | 0     | 2      |
| 8      | Kina      | 1    | 0      | 3     | 4      |
| 9      | Tyskland  | 1    | 0      | 1     | 2      |
| 9      | Spanien   | 1    | 0      | 1     | 2      |
| 11     | Frankrike | 1    | 0      | 0     | 1      |
| 11     | Grekland  | 1    | 0      | 0     | 1      |
| 13     | Bulgarien | 0    | 1      | 2     | 3      |
| 14     | Sydkorea  | 0    | 1      | 1     | 2      |
| 15     | Lettland  | 0    | 1      | 0     | 1      |
| Totalt | Totalt    | 18   | 18     | 18    | 54     |

## Medaljörer

### Artistisk gymnastik

#### Herrar
| Event                   | Guld                                                                                               | Silver                                                                         | Brons |
| Mångkamp, lag detaljer  | Japan Takehiro Kashima Hisashi Mizutori Daisuke Nakano Hiroyuki Tomita Naoya Tsukahara Isao Yoneda | USA Jason Gatson Morgan Hamm Paul Hamm Brett McClure Blaine Wilson Guard Young | Rumänien Marian Drăgulescu Ilie Daniel Popescu Dan Nicolae Potra Răzvan Dorin Șelariu Ioan Silviu Suciu Marius Urzică |
| Mångkamp, ind. detaljer | Paul Hamm USA                                                                                      | Kim Dae-Eun Sydkorea                                                           | Yang Tae-Young Sydkorea                                                                                               |
| Fristående detaljer     | Kyle Shewfelt Kanada                                                                               | Marian Drăgulescu Rumänien                                                     | Jordan Jovtjev Bulgarien                                                                                              |
| Bygelhäst detaljer      | Teng Haibin Kina                                                                                   | Marius Urzică Rumänien                                                         | Takehiro Kashima Japan                                                                                                |
| Ringar detaljer         | Dimosthenis Tampakos Grekland                                                                      | Jordan Jovtjev Bulgarien                                                       | Juri Chechi Italien                                                                                                   |
| Hopp detaljer           | Gervasio Deferr Spanien                                                                            | Jevgēņijs Saproņenko Lettland                                                  | Marian Drăgulescu Rumänien                                                                                            |
| Barr detaljer           | Valeri Gontjarov Ukraina                                                                           | Hiroyuki Tomita Japan                                                          | Li Xiaopeng Kina |
| Räck detaljer           | Igor Cassina Italien                                                                               | Paul Hamm USA                                                                  | Isao Yoneda Japan |

#### Damer
| Event                   | Guld | Silver                                                                                         | Brons |
| Mångkamp, lag detaljer  | Rumänien Oana Ban Alexandra Eremia Cătălina Ponor Monica Roșu Nicoleta Daniela Sofronie Silvia Stroescu | USA Mohini Bhardwaj Annia Hatch Terin Humphrey Courtney Kupets Courtney McCool Carly Patterson | Ryssland Ljudmila Jezjova Svetlana Chorkina Marija Krjutjkova Anna Pavlova Jelena Zamolodtjikova Natalja Zigansjina |
| Mångkamp, ind. detaljer | Carly Patterson USA                                                                                     | Svetlana Chorkina Ryssland                                                                     | Zhang Nan Kina |
| Hopp detaljer           | Monica Roșu Rumänien                                                                                    | Annia Hatch USA                                                                                | Anna Pavlova Ryssland                                                                                               |
| Barr detaljer           | Émilie Le Pennec Frankrike                                                                              | Terin Humphrey USA                                                                             | Courtney Kupets USA                                                                                                 |
| Bom detaljer            | Cătălina Ponor Rumänien                                                                                 | Carly Patterson USA                                                                            | Alexandra Eremia Rumänien                                                                                           |
| Fristående detaljer     | Cătălina Ponor Rumänien                                                                                 | Nicoleta Daniela Sofronie Rumänien                                                             | Patricia Moreno Spanien                                                                                             |

### Rytmisk gymnastik
| Event                 | Guld | Silver                                                                                                  | Brons |
| Trupp detaljer        | Ryssland Olesya Belugina Olga Glatskich Tatiana Kurbakova Natalia Lavrova Jelena Posevina Elena Murzina | Italien Elisa Blanchi Fabrizia D'Ottavio Marinella Falca Daniela Masseroni Elisa Santoni Laura Vernizzi | Bulgarien Zjaneta Ilieva Eleonora Kezjova Zornitsa Marinova Kristina Ranguelova Galina Tantjeva Vladislava Tantjeva |
| Individuellt detaljer | Alina Kabajeva Ryssland                                                                                 | Irina Ttjatjina Ryssland                                                                                | Anna Bessonova Ukraina                                                                                              |

### Trampolin
| Event           | Guld                    | Silver                        | Brons                   |
| Herrar detaljer | Juri Nikitin Ukraina    | Alexander Moskalenko Ryssland | Henrik Stehlik Tyskland |
| Damer detaljer  | Anna Dogonadze Tyskland | Karen Cockburn Kanada         | Huang Shanshan Kina     |